# Liguorianer-Seufzer
Die Polka Ligourianer-Seufzer ist eine Scherz-Polka von Johann Strauss (Sohn) (op. 57). Das Werk wurde am 3. Juni 1848 im Gasthaus Zur Blauen Flasche in der Vorstadt Neulerchenfeld (heute 16. Wiener Gemeindebezirk) erstmals aufgeführt und zielte mit ihrem Titel auf die Vertreibung des verhassten Ordens der Ligourianer.

## Einzelnachweis
1. ↑  Quelle: Englische Version des Booklets (Seite 48) in der 52 CDs umfassenden Gesamtausgabe der Orchesterwerke von Johann Strauß (Sohn), Hrsg. Naxos (Label). Das Werk ist als erster Titel auf der 16. CD zu hören.